# Centre de recherches internationales
Pour les articles homonymes, voir Ceri (homonymie).
Le Centre de recherches internationales (CERI) est une unité mixte de recherche (UMR) commune à Sciences Po et au CNRS, créée en 1952 au sein de la Fondation nationale des sciences politiques.
Il se consacre à l’étude de l’espace mondial par une double approche fondée à la fois sur les relations internationales et transnationales d'une part, et sur les aires régionales d'autre part.
Le CERI entretient également des relations suivies et partage son expertise avec de nombreuses institutions publiques, en tout premier lieu le ministère des Affaires étrangères (le CAPS) et le ministère de la Défense (la DGRIS).
Cette unité de recherche joue un rôle « pionnier » dans l'émergence des relations internationales en tant que discipline académique en France.

## Histoire

### Genèse et création (1920-1952)
Depuis les années 1920, l'étude de l'histoire des relations internationales est dominée par l'Institut des hautes études internationales et par la Sorbonne. L'École libre des sciences politiques, ancêtre de l'Institut d'études politiques de Paris, se rapproche du Centre d'études de politique étrangère, organisme lié à l'université de Paris. Après la Seconde Guerre mondiale, le directeur de l'IEP de Paris, Roger Seydoux, considère qu'« il reste encore beaucoup à faire à Sciences Po » dans le domaine des relations internationales. 
Lorsque la Sorbonne restreint la rédaction de thèses sur l'histoire présente en la conditionnant à l'ouverture d'archives (à la demande de Pierre Renouvin), l'IEP de Paris décide de créer son propre centre de recherche. Jean Meyriat rédige un avant-projet.
Le CERI est créé en 1952 par Jean-Baptiste Duroselle et est le premier centre de recherches de l'Institut d'études politiques de Paris. Il porte alors le nom de centre d'études des relations internationales. Le centre est créé par un regroupement et une fusion de diverses missions de recherche, à l'image du Centre d'études sur l'URSS qui avait été créé et financé par le ministère des Affaires étrangères et rattaché à la Fondation nationale des sciences politiques en 1946. Tous les programmes qui constituent la base du Centre sont alors financés par le ministère.

### Premières années (1952-1975)
Les premières années du Centre sont calmes. Les missions fusionnées en son sein continuent leurs opérations. Duroselle fait bénéficier de son aura de chercheur européen au centre, et le conseil d'administration de la Fondation nationale des sciences politiques freine un projet de rapprochement au sein du Centre national de la recherche scientifique avec l'Institut des hautes études internationales. En 1952, Duroselle publie un article intitulé « L'étude des Relations internationales : objets, méthodes, perspectives », qui guide le travail des chercheurs. Alfred Grosser dirige, au sein du CERI, le programme d'études sur l'Allemagne.
Jean-Baptiste Duroselle met ses multiples réseaux européens et américains au service du CERI, qui obtient dans la décennie qui suit un demi-million de dollars de la part de mécènes. Dès 1957, la Fondation Rockefeller finance des programmes de recherche. En 1959, le centre bénéficie d'une donation de la Fondation Ford, renouvelé entre 1963 et 1968. 
Au début des années 1960, le Centre s'organise et se hiérarchique. Duroselle et Meyriat le dirigent, et chacune des six sections de recherche sont dirigées par un chercheur. Pierre Gerbet et Raoul Girardet travaillent au sein de la section générale, tandis que Raymond Aron, qui a soutenu la création du Centre, gère sa propre section avec Jean-Claude Casanova et Pierre Hassner. Philippe Devillers et Georges Balandier sont un temps assistants de recherche dans les années 1950. En 1968, il y a 47 membres au sein du Centre.
Jean Meyriat prend le contrôle du CERI et le marque durablement de son empreinte.

### Développement (1976-1996)
En 1976, Guy Hermet succède à Jean Meyriat comme directeur de l'unité de recherche. Il renomme alors le centre en Centre d’études et de recherches internationales. 

### Le CERI aujourd'hui (1996-...)
Le centre prend son nom actuel en 2015. 

## Équipe

### Chercheurs
Le Centre de recherches internationales est composé d'une équipe d'une soixantaine de chercheurs en sciences sociales (science politique, sociologie, anthropologie, histoire, économie...).  Il accueille également des chercheurs et experts associés ainsi qu'une cinquantaine de chercheurs internationaux.
Le CERI participe à la formation des doctorants et aux divers enseignements de premier et de second cycle de Sciences Po.

### Direction
Ses directeurs successifs ont été Jean-Baptiste Duroselle, Jean Meyriat, Guy Hermet, Jean-Luc Domenach, Jean-François Bayart, Christophe Jaffrelot, Christian Lequesne et Alain Dieckhoff.

## Partenariats
Le CERI possède de nombreux partenariats avec des institutions de recherche tels que le Princeton Institute for International and Regional Studies, le Department of International Relations et le European Institute de la London School of Economics, l'université de Stanford en Californie, le Department of War Studies du King’s College de Londres ou le GIGA de Hambourg. Le CERI participe également à de nombreux projets de recherche collaboratifs financés par des institutions européennes (7e PCRD, ERC, Horizon 2020) ou françaises (ANR).

## Publications
Le CERI publie des collections d'ouvrages en collaboration avec des maisons d'édition françaises et internationales telles que Fayard (collection «Grands enjeux internationaux»), Karthala (collection «Recherches internationales»), Palgrave Macmillan (collection «International Relations and Political Economy»), Hurst/Oxford University Press (collection «Comparative Politics and International Studies») et Routledge.

## Événements
Le CERI propose des débats ou rencontres destinées à un public large et centrées sur l’actualité internationale, autour des chercheurs du CERI ou d’invités français ou internationaux. Il organise aussi des colloques et des séminaires de recherche.